# 長箭站
長箭站（：／ Jangjeon yeok */?）是釜山地鐵1號線沿線的一座高架車站，位於韓國釜山廣域市金井區長箭洞。

## 車站結構
站體為2面2線曲線式設計側式月台的高架車站，候車月台設有月台幕門，並有4處出口。

### 月台配置
| 釜山大學 ↑ |
| \| 上      |
| ↓ 久瑞     |

| 月台 | 路線               | 目的地                 |
| ---- | ------------------ | ---------------------- |
| 上行 | ●釜山都市铁道1号线 | 多大浦海水浴場方向     |
| 下行 | ●釜山都市铁道1号线 | 久瑞、梵魚寺、老圃方向 |

## 歷史
- 1985年7月19日：長箭洞站落成啟用。
- 2010年2月24日：改为现在名称。

## 車站周邊
- 釜山大學北門
- 釜山大學國際語言教育館
- 釜山天主教大學（朝鲜语：부산가톨릭대학교）
- 大真情報通信高校
- 釜谷3洞郵局
- 長箭第一治安中心
- 樂天瑪特金井店

## 圖片

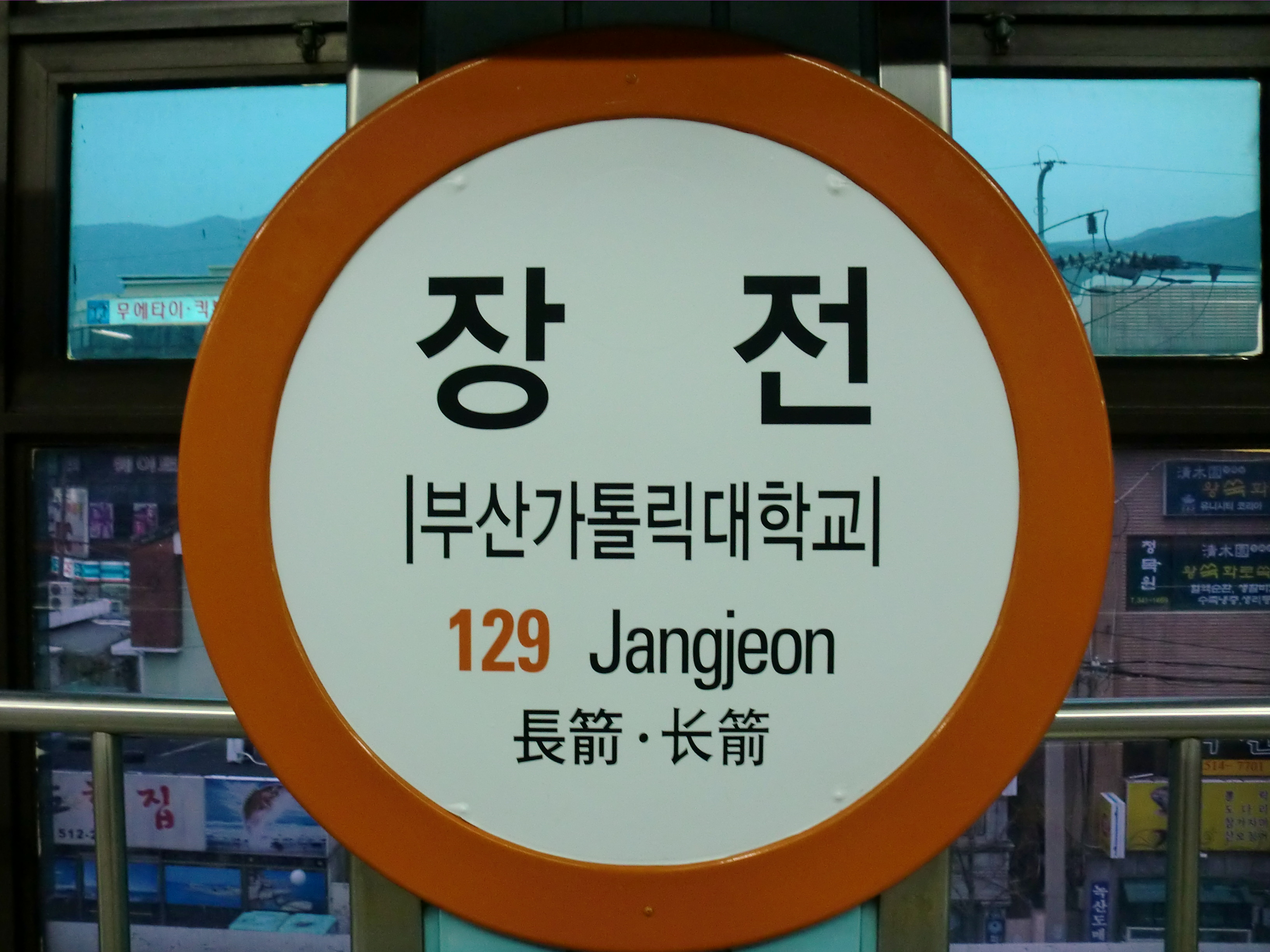
站名牌
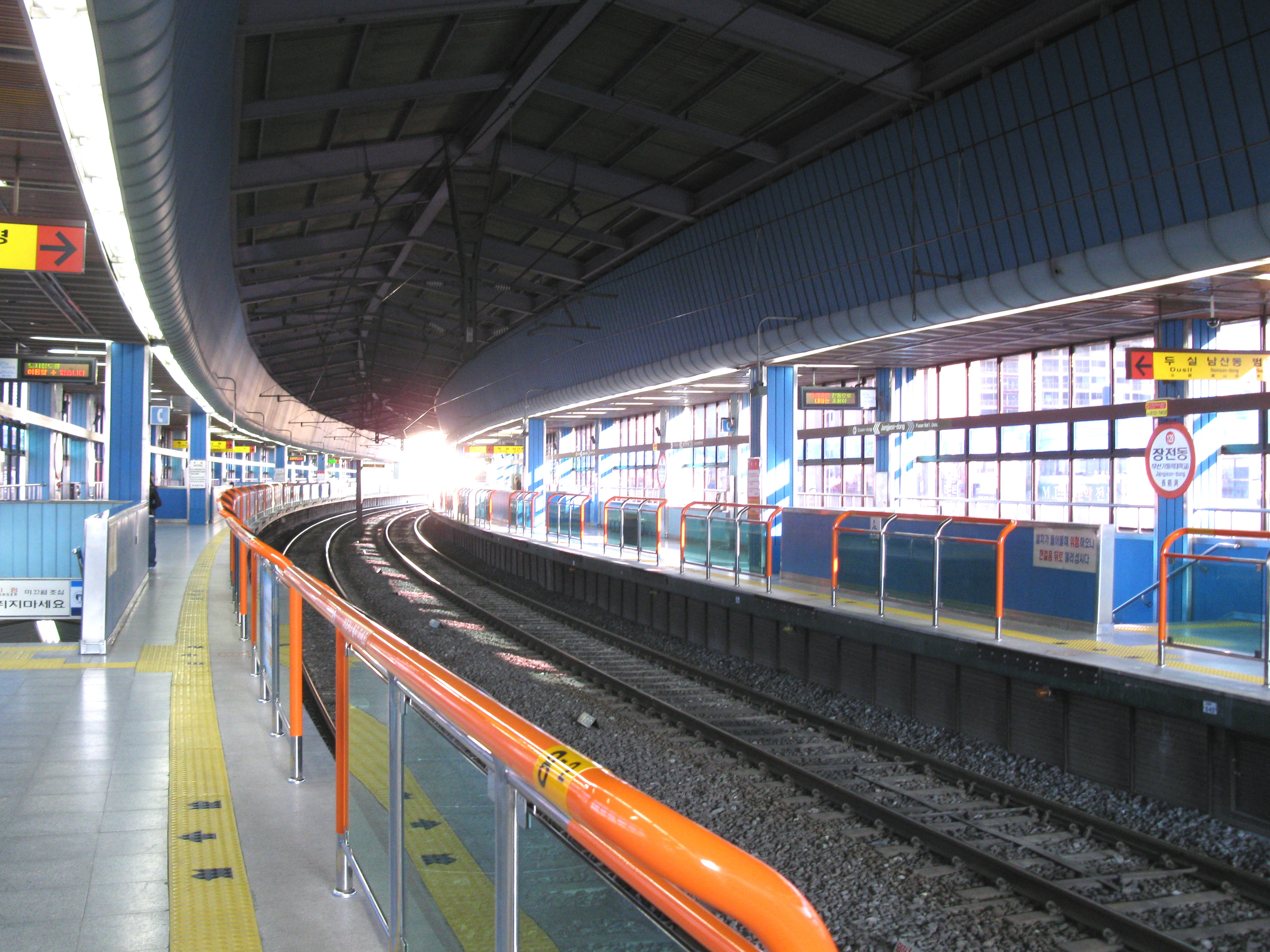
候車月台（安裝月台門前）
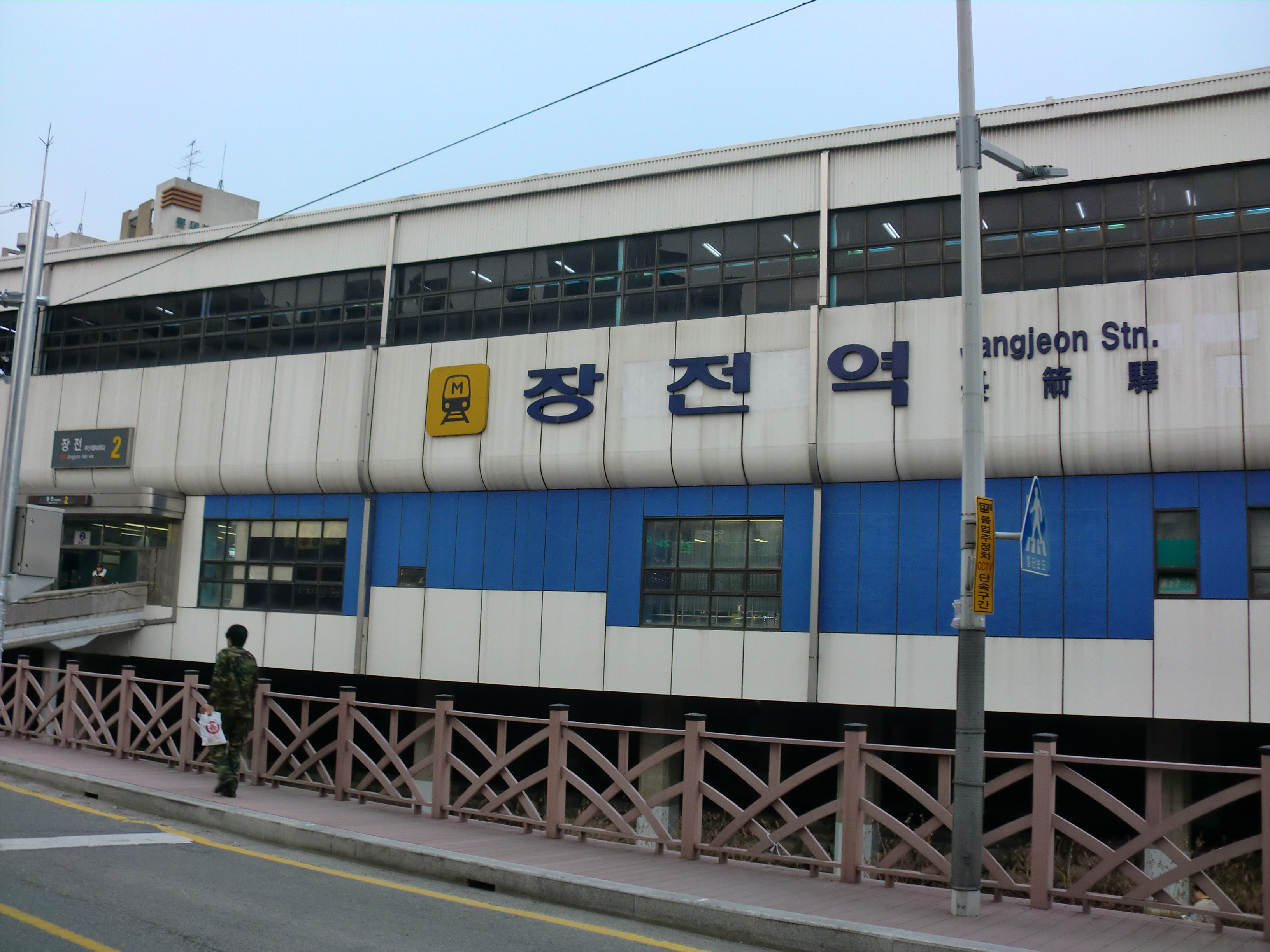
2號出口
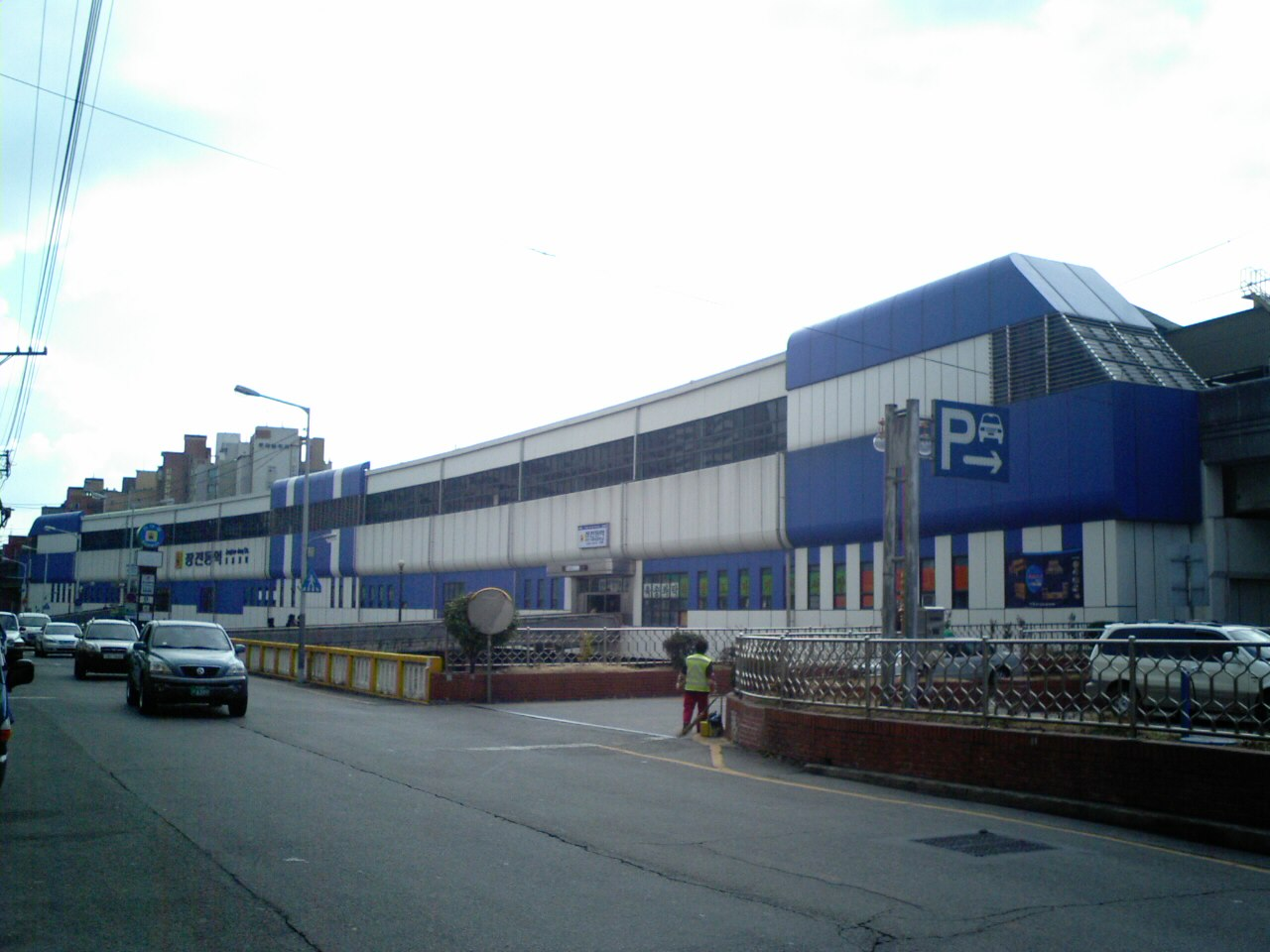
車站建築

## 相鄰車站
釜山交通公社
●釜山都市铁道1号线
釜山大學（128）－長箭（129）－久瑞（130）